# Benjamin (motorfiets)
Benjamin is een historisch Frans merk van auto's en motorfietsen. De bedrijfsnaam was tot 1927: Automobiles Benjamin, Asnières. 
Benjamin was een Frans automerk dat ook motorfietsen maakte met 125cc-blokjes. Dat gebeurde waarschijnlijk in de jaren twintig.

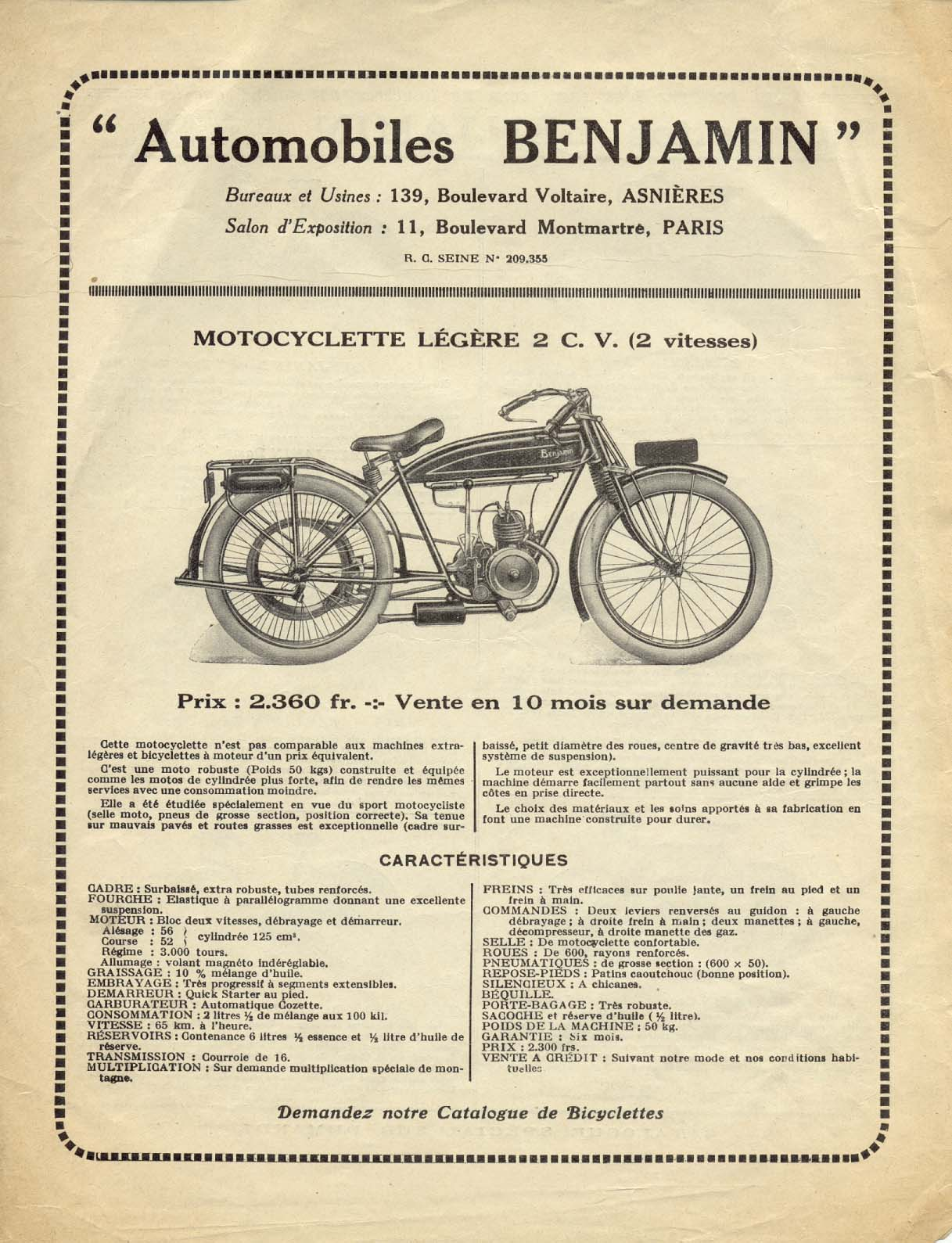
Affiche Benjamin 2 CV